# Mas Pomaret
El Mas Pomaret és una masia del barri de Sant Gervasi - la Bonanova de Barcelona, catalogada com a bé amb elements d'interès (categoria C) i inclosa a l'Inventari del Patrimoni Arquitectònic de Catalunya.

## Història
A mitjans del segle xvii, va ser adquirida per Francesc Roig, i posteriorment, va ser heretada per Marià Alegre d'Aparici i d'Amat (1756-1831), baró de Castellet, casat amb Paula Duran i Cerdà. El matrimoni no tingué descendència, i a la seva mort, va llegar la finca a l'Hospital de la Santa Creu. Durant l'epidèmia de còlera de 1854 s'hi va instal·lar la Casa de Maternitat.
El 1860, Lambert Fontanellas i Sala, segon marquès de Casa Fontanellas, va adquirir la finca per venda judicial, i el 1864 va traspassar els seus béns a la societat Fontanellas Germans, dirigida pel seu cunyat Antonio de Lara-Villada y Rodríguez, marquès de Villamediana, però aquest no va poder recuperar la fortuna de la família, i poc després, l'empresa va desaparèixer. El 1868, la finca fou embargada per deutes a Hisenda i adjudicada en subhasta pública a Anna Baucis, esposa de Joan Casamitjana, per 17.000 escuts. El 1873, aquesta presentà un projecte d'urbanització de la seva finca entre la masia, el torrent de Pomaret i la carretera de Sarrià a Sant Gervasi (actualment passeig de la Bonanova), obra del mestre d'obres Joaquim Sitjàs, però va morir el 1875. El projecte fou continuat per Joan Casamitjana i la llicència concedida el 1881, tot i que el projecte definitiu fou aprovat el 1908. Hi hagué un litigi per la propietat que es resolgué amb una sentència del Tribunal Suprem.
A principis del segle xx, el propietari Joan Baptista Ponsà n'encarregà la reforma a l'arquitecte Joan Josep Hervás i Arizmendi, que el 1905 hi projectà la nova reixa de la tanca.
Actualment hi ha la residència geriàtrica Ergos, que fins al 1977 fou regida per una comunitat de monges.

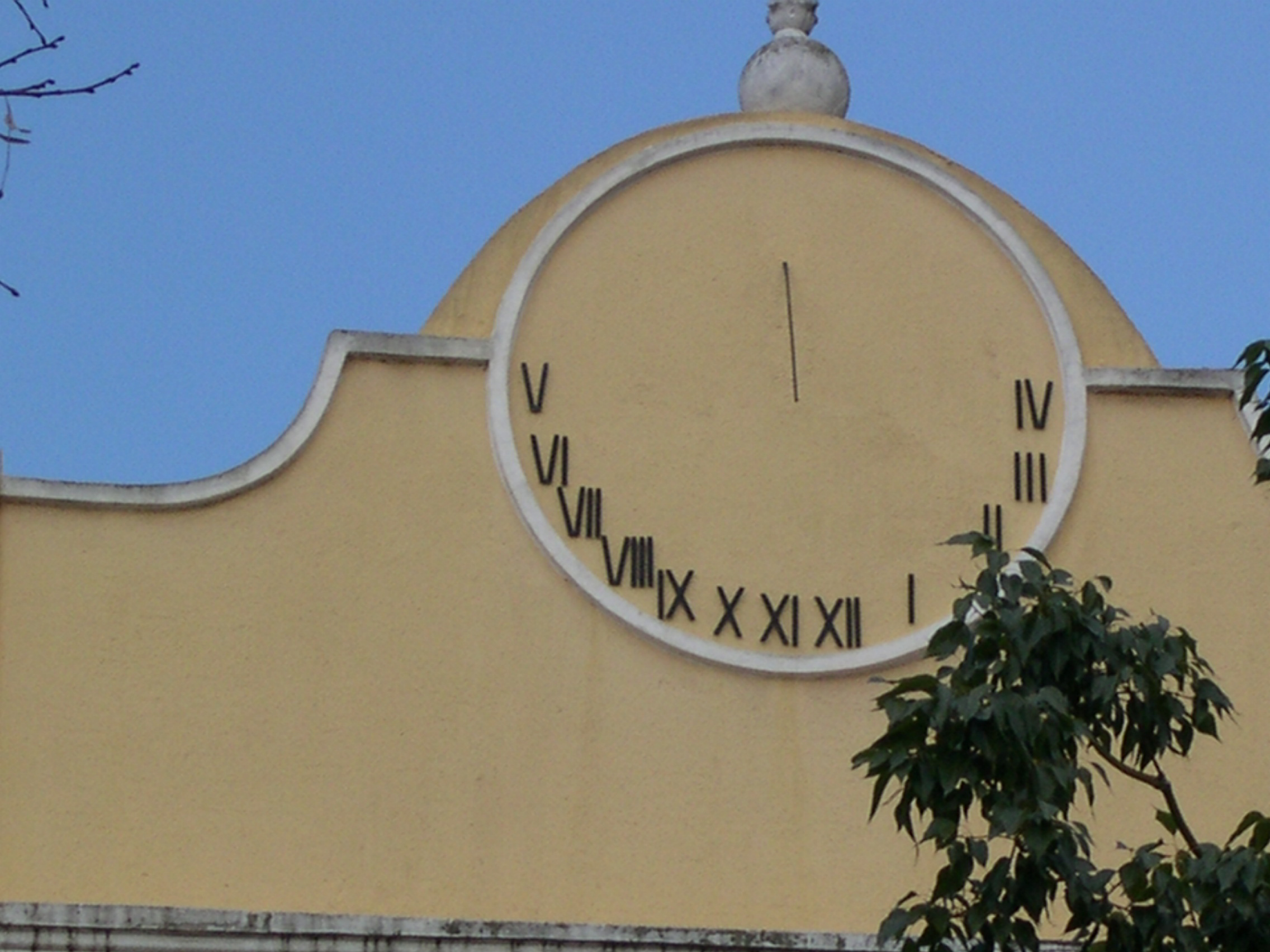
Rellotge de sol

## Descripció
Antiga masia de planta quadrada amb terrat i balustrada, portal d'arc rebaixat, balcó central i finestres amb els marcs de pedra de l'antiga masia. A la part alta hi ha un obelisc amb rellotge de sol. Presenta construccions annexes, una d'elles habilitada com a capella. La casa està envoltada d'una tanca amb entorn enjardinat amb alguna palmeta i també es pot veure una feixa que s'havia conreat.